# Furore (romanzo)
(da John Steinbeck, Furore)
Furore (The Grapes of Wrath) è un romanzo di John Steinbeck. Pubblicato il 14 aprile del 1939 a New York, è considerato il capolavoro dello scrittore statunitense, che gli valse il premio Nobel per la letteratura nel 1962. Bestseller numero 1 nel 1939 e nel 1940 negli Stati Uniti d'America, vendendo complessivamente 4 milioni e mezzo di copie in edizione rilegata, fruttò all'autore 75.000 dollari dell'epoca. Molti ritengono Furore (premiato appena uscito col National Book Award, nel 1940 col Premio Pulitzer e un American Booksellers Book of the Year Award) il romanzo simbolo della Grande depressione statunitense degli anni trenta.

## Genesi e tema del romanzo
La stesura del romanzo richiese a Steinbeck solo 5 mesi. Anzi, cento giorni di lavoro pieno, essendo gli altri "giorni dispersivi: amici, distrazioni e pigrizia". Cominciato il 31 maggio 1938, viene portato a termine con estrema fatica il 26 ottobre dello stesso anno.
Lo spunto e i materiali per il romanzo Steinbeck li trasse da una serie di articoli pubblicati nell'ottobre 1936 nel San Francisco News, per documentare le condizioni di vita di una popolazione che, attratta da offerte di lavoro, a centinaia di migliaia aveva abbandonato il Midwest per raggiungere la California. Si trattava dei nuovi poveri, bianchi e protestanti, espropriati dalle banche delle loro fattorie, non più redditizie dopo che il cataclisma delle tempeste di polvere (Dust Bowl) aveva disperso l'humus coltivabile.
Poi nacque l'idea di un romanzo di grandi dimensioni, il cui titolo avrebbe dovuto essere The Oklahomans. Il terzo passo fu il progetto di una satira sociopolitica, L'affaire Lettuceberg, che fu però abbandonato. Quindi, si arrivò a The Grapes of Wrath.
Per quanto riguarda i capitoli introduttivi, Steinbeck si ispirò a Hemingway, Faulkner, Thomas Wolfe, Dos Passos, Caldwell e Herman Melville. Nella composizione del libro entra anche la presenza e l'amicizia di Tom Collins, la persona che rivelò a Steinbeck il mondo del lavoro dei braccianti lavoratori a giornata organizzati dalla Resettlement Administration. Nonostante le crescenti tensioni familiari, la moglie Carol lavorò col marito alla stesura del romanzo.

## Il titolo
Il titolo originale (EN)  The Grapes of Wrath, letteralmente I grappoli d'ira (o I grappoli d'odio), è un verso tratto da The Battle Hymn of the Republic, di Julia Ward Howe:
Versi che possono essere tradotti con:
A loro volta questi versi si riferiscono al passaggio dell'Apocalisse 14:19-20.

## Trama
La vicenda narra l'epopea della 'biblica' trasmigrazione della famiglia Joad, che è costretta ad abbandonare la propria fattoria nell'Oklahoma a bordo di un autocarro e - attraverso il Texas Panhandle, il New Mexico e l'Arizona, lungo la Route 66 - a tentare di insediarsi in California, dove spera di ricostruirsi un avvenire. Nella stessa situazione si trovano centinaia di altre famiglie, sfrattate dalle case dove avevano vissuto per generazioni perché le banche a cui avevano chiesto i prestiti non rinnovano i crediti e confiscano i terreni spedendo le "trattrici" a spianare tutto, comprese le abitazioni in legno.
La storia ha inizio con Tom, che è appena stato rilasciato sulla parola con un permesso speciale del carcere - dove ha già scontato quattro dei sette anni ai quali è stato condannato per aver ucciso un uomo che lo aveva accoltellato. Egli ritorna a casa attraversando un paesaggio desolato dall'aridità e dalle piogge torrenziali che rovinano l'ennesimo raccolto e che preannunciano la miseria incombente. Con la sua famiglia decide così di abbandonare l'Oklahoma per tentare la fortuna all'Ovest. Costoro intraprendono a bordo di un autocarro un lungo viaggio lungo la Route 66 verso la California, dopo aver letto un volantino di ricerca lavoro.
A compiere il viaggio sono tre generazioni delle quali la madre, che è la vera anima del gruppo familiare, cerca positivamente di diffondere su tutti la serenità e quando il figlio Al le chiede, all'inizio del viaggio:
Gli occhi della mamma si fecero pensosi ma dolci.

"Paura? Un poco. Ma poco. Non voglio pensare, preferisco aspettare. Quel che ci sarà da fare lo farò..."»
la sua risposta è calma e rassicurante.

Oltre alla mamma, ad Al e al protagonista Tom, fanno parte del gruppo familiare la giovane sposa Rosasharn (Rose of Sharon), in attesa di un bambino, col marito Connie, il fratello maggiore Noah, la sorella dodicenne Ruth e il fratello minore Winfield di dieci anni, un ex-predicatore ritrovato da Tom e ora aggregato alla famiglia di nome Casy spesso assorto in pensieri filosofici sulla condizione umana, il babbo, lo zio John e i vecchi nonni in condizioni precarie.
Durante il lungo ed estenuante viaggio incontrano altre famiglie di emigranti e ogni tanto degli accampamenti per giungere infine alle soglie della California.
Ma la felicità di essere giunti durerà poco perché la California non è il paese che avevano sognato ma un luogo, almeno per loro, di miseria. La sorte sembra accanirsi contro la famiglia Joad: Tom, in seguito ad un orribile incidente è costretto a fuggire; un'inondazione arriverà proprio quando finalmente avevano trovato un lavoro con un discreto salario e alla fine Rosasharn, abbandonata dal marito, provata dalla fame e dalla stanchezza, partorisce un bimbo morto. Il romanzo termina con un'immagine di coraggio e solidarietà di Rosasharn, che appena dopo il parto allatta un pover'uomo sfinito dalla fame.

## Controversie
Il contenuto di denuncia sociale del romanzo, atto a sottolineare il degrado nel quale versavano le campagne colpite dalla crisi, fu tale da attirare immediatamente l'attenzione di critici, giornalisti e politici. Essi si interessarono molto del romanzo, che creò una forte spaccatura tra sostenitori e detrattori, ben più dei tanti altri romanzi sulla crisi scritti in quel periodo.
Un ampio dibattito coinvolse la veridicità della testimonianza di Steinbeck. Se una parte consistente della popolazione statunitense si riconosceva nelle affermazioni e nelle posizioni di Steinbeck, un'altra parte altrettanto grande si scagliava contro le presunte mistificazioni e falsità del romanzo.
Una delle critiche più aspre e dettagliate verso The Grapes of Wrath fu fatta da Frank J. Taylor, giornalista e critico letterario.
Taylor denunciò la presunta falsità delle critiche fatte da Steinbeck verso i grandi proprietari terrieri.
Taylor condusse due inchieste nelle stesse zone analizzate da Steinbeck, una nell'inverno del 1937-38 e una nel 1939, ottenendo risultati completamente diversi dal suo predecessore.
In netta contrapposizione con Steinbeck, Taylor affermò di non aver trovato un equivalente reale della famiglia Joad durante le sue ricerche: 
Un altro importante contributo, ma di esiti completamente opposti a quelli di Taylor, è quello di Carey McWilliams, commissario per l'immigrazione in California e giornalista per il Nation. Celeberrima la sua inchiesta Factories in the Field, opera sui problemi socioeconomici statunitensi che ricalca le posizioni di Steinbeck.
La commissione LaFollette, sostenuta dal celebre progressista che le dà il nome, si preoccupò di verificare la correttezza dei dati forniti da Steinbeck e McWilliams. I dati rinvenuti dai risultati del LaFollette Committee furono in netto contrasto con le testimonianze riportate da Taylor.
Le considerazioni di Taylor e McWilliams, anche se di segno nettamente opposto, contribuiscono entrambe a verificare gli scenari disegnati da Steinbeck. I travagli affrontati dai Joad evidenziano la singolarità e le contraddizioni degli episodi narrati.

## Trasposizione cinematografica
Dal romanzo è stato tratto un film omonimo già nel 1940 - in una versione non del tutto fedele al romanzo, ma di straordinaria qualità cinematografica - per la regia di John Ford, che ottenne 7 nomination al premio Oscar, vincendone due, sceneggiato da Nunnally Johnson. Resta indimenticabile, nell'immaginario collettivo, Henry Fonda che interpreta Tom Joad, il protagonista.

## Citazioni e ispirazione
Il personaggio di Tom Joad è stato fonte di ispirazione per altri artisti statunitensi. Woody Guthrie gli ha dedicato l'omonima canzone, presente nel suo album Dust Bowl Ballads del 1940, mentre per Bruce Springsteen è stato d'ispirazione per la stesura dell'album The Ghost of Tom Joad del 1995, più di mezzo secolo dopo la pubblicazione del romanzo.
Nel 1991 il gruppo rock progressivo Camel pubblicano il concept album Dust and Dreams, ispirato al romanzo di Steinbeck.
Nel 2017, in occasione della "Giornata Nazionale per le vittime dell'immigrazione", presso le ex Officine Mirafiori, viene trasmesso su Rai 3 il documentario Steinbeck, Furore, in cui Alessandro Baricco racconta e analizza l'opera di Steinbeck, con l'accompagnamento di Francesco Bianconi, frontman dei Baustelle.
Nel manga Prison School Anzu Yokoyama invita Shingo Wakamoto al cinema a vedere Furore: i grappoli dell'ira, ma il film non sarà di loro gradimento: Shingo si addormenta e Anzu lo sveglia per chiedergli di abbandonare insieme a lei la sala.

## Critica
L'unica versione italiana, fino al 2013, fu quella tradotta nel 1940 da Carlo Coardi, coraggiosamente pubblicata da Valentino Bompiani, al quale si deve la scelta di "Furore" come titolo. Purtroppo, il testo tradotto - rimaneggiato e aggiustato in seguito - risentiva dei pesanti tagli imposti dalla censura fascista del Ministero della cultura popolare, limitando la comprensione della portata dell'opera e dello stesso personaggio principale. A influire notevolmente, oltre ai già citati motivi politici contingenti, furono le convenzioni letterarie dell'epoca che non seguivano rigide teorie di fedeltà, in un periodo in cui la traduzione non era sistematizzata, ma si permetteva dei rifacimenti. Inoltre, la forma doveva essere innalzata a letteraria perché il pubblico dei lettori italiani dell'epoca era assolutamente estraneo alla cultura statunitense: l'inglese "scorretto" dell'originale non aveva corrispondenze in un italiano colloquiale, al cui posto venivano usati i vari dialetti.
Nel novembre 2013, è uscita l'attesa nuova versione integrale, condotta dallo scrittore Sergio Claudio Perroni, già traduttore in italiano di Michel Houellebecq, James Ellroy e David Foster Wallace. La traduzione si segnala per aver ridato forza espressiva, lavorando sui diversi registri del testo, in particolare il timbro biblico-retorico, e aver restituito alla lettura le pagine soppresse o sostituite con pasticciate libere interpretazioni. La traduzione avviene nell'ambito della riedizione delle Opere di Steinbeck presso l'Editore Bompiani (detentore esclusivo per l'Italia dei diritti dell'opera omnia), avviata a cura di Luigi Sampietro, anglista e professore di Letteratura anglo-americana all'Università Statale di Milano. La traduzione è basata sul testo inglese della Centennial Edition delle Opere di Steinbeck.

## Edizioni italiane
- Furore, traduzione di Carlo Coardi, Milano, Bompiani, 1940-2013,  p. 474, ISBN 88-452-2860-6.
- Le Opere. I pascoli del cielo - Uomini e topi - Furore, a cura di Agostino Lombardo, Collana "Scrittori del Mondo: I Nobel", Torino, UTET, 1965.
- Furore, traduzione di Sergio Claudio Perroni, Introduzione di Luigi Sampietro, Collana I Grandi Tascabili, Milano, Bompiani, 2013,  p. 656, ISBN 978-88-452-7405-3.